# Liesl Karlstadt

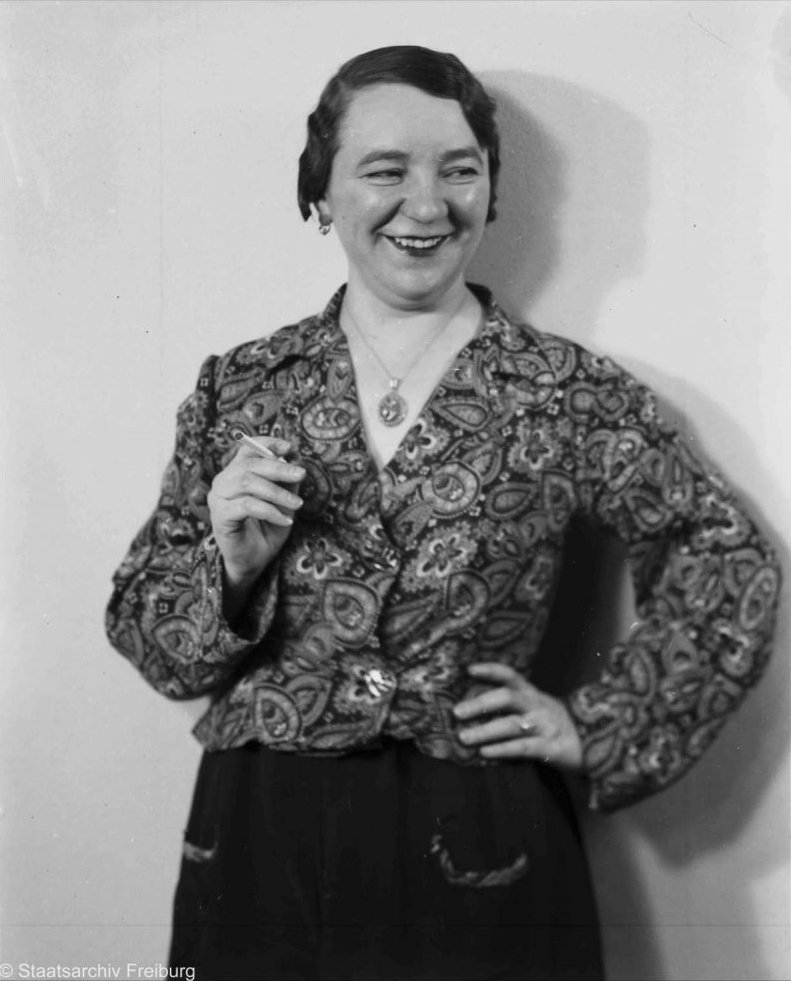
Liesl Karlstadt en 1935

Liesl Karlstadt (12 de diciembre de 1892 - 27 de julio de 1960) fue una soprano soubrette, actriz y artista de cabaret de nacionalidad alemana. Junto con Karl Valentin, formó una de las parejas cómicas alemanas más famosas del siglo XX.

## Biografía

### Inicios
Su verdadero nombre era Elisabeth Wellano, y nació en Múnich, Alemania, siendo la quinta entre los nueve hijos de un maestro panadero de origen italiano con residencia en Schwabing. Karlstadt trabajó como asistenta en una tienda de la empresa Hertie Waren- und Kaufhaus, pero eso no satisfacía la joven, conocedora de la música e intérprete de varios instrumentos musicales. Así, a los 17 años de edad se unió al Münchner Volkssänger-Bühne, actuando después para el Volksbühne y en cabarets.

### Colaboración con Karl Valentin
En 1911 conoció a Karl Valentin, con el cual actuó en el Frankfurter Hof como soubrette. Valentin percibió el talento cómico de la cantante y la convirtió en su compañera teatral. Ella eligió el nombre artístico de „Liesl Karlstadt“ en referencia al muy famoso cantante y humorista Karl Maxstadt. Maxstadt era ídolo de Valentin, que se inspiró en algunas de sus escenas y cuplés. 
A lo largo de sus 25 años de colaboración crearon unos 400 números artísticos. En ellos, a menudo Karlstadt interpretaba la solución a una situación extraña y caótica gracias a la intuición y el sentido común femenino. Uno de sus números de mayor fama fue el titulado Buchbinder Wanninger.
Liesl Karlstadt no solamente era una socia, sino una fuente de ideas para las representaciones, apoyando al excéntrico e hipocondríaco Valentin en la organización de sus giras. 
Con el cortometraje Mysterien eines Frisiersalons (dirigido por Erich Engel y Bertolt Brecht) empezó la carrera cinematográfica de la pareja. Sus mejores secuencias llegaron con la cinta Die verkaufte Braut (1932), dirigida por Max Ophüls.

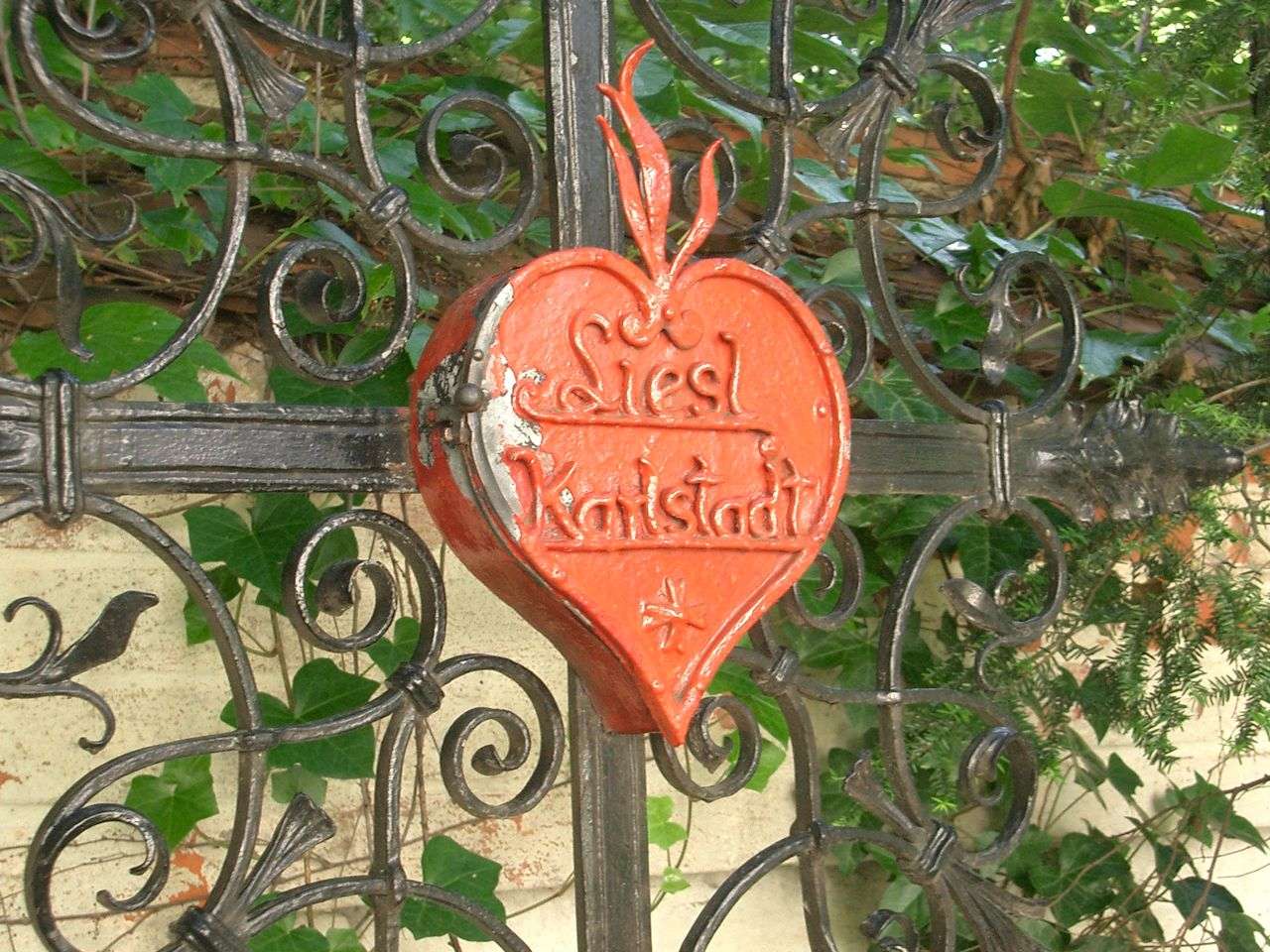
Tumba en el Cementerio Bogenhausener

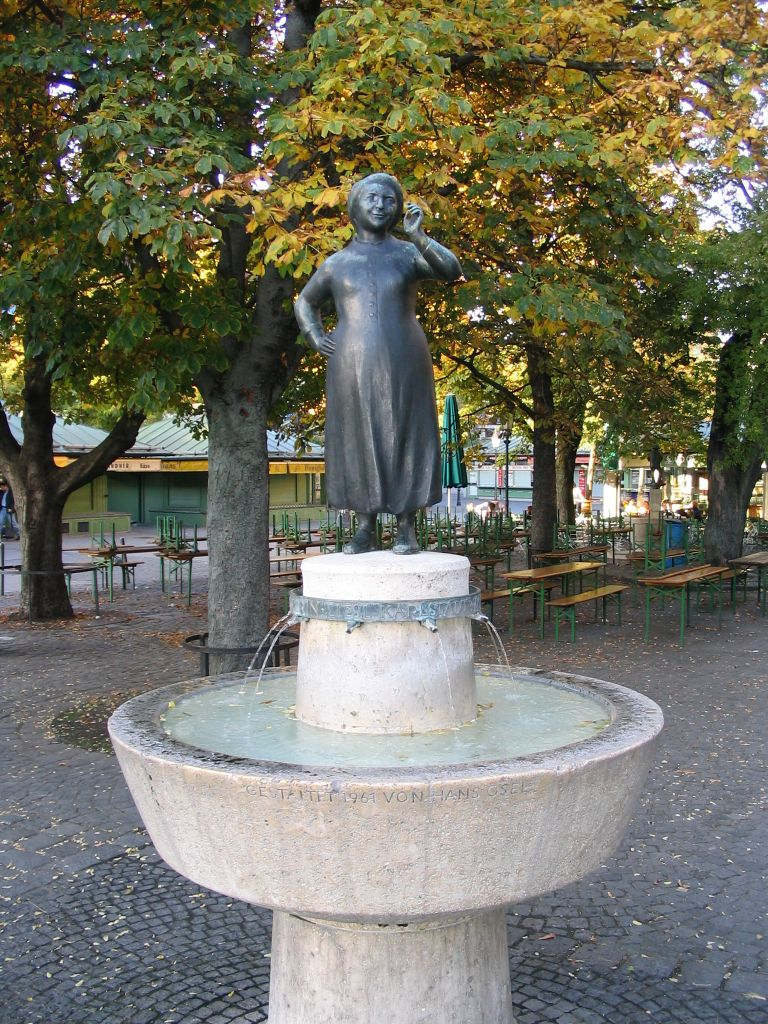
Fuente de Liesl Karlstadt en el Viktualienmarkt de Múnich

Karl Valentin puso en 1934 toda su fortuna en un proyecto de gabinete de curiosidades llamado Valentin Panoptikum, que no fue del gusto de todos. Además, Valentin apareció en escena con una nueva compañera, Annemarie Fischer, por lo que Karlstadt entró en una profunda crisis. No viendo salida a la situación, el 6 de abril de 1935 intentó suicidarse saltando al Río Isar. Hubo de estar un largo tiempo hospitalizada. 
A fin de recuperarse emocionalmente, Liesl Karlstadt pasó dos años en Ehrwald con una unidad militar, utilizando un uniforme de fantasía bajo el nombre de Gefreiter Gustl (soldado Gustl).
En enero de 1948 la artista volvió a actuar junto a Karl Valentin en el cabaret de Múnich Der bunte Würfel. Tras fallecer Valentin en 1948, Liesl Karlstadt interpretó también papeles serios en el Teatro de Cámara de Múnich y en el Residenztheater de esa ciudad. 

### Otros papeles
Karlstadt también trabajó para la Bayerischer Rundfunk, siendo muy popular en 1948 la serie radiofónica Brumml G’schichten, y más adelante la serie Familie Brandl.
Junto a Beppo Brem rodó en 1956 el primer anuncio comercial televisivo para el detergente Persil, emitido por Das Erste el 3 de noviembre.

### Fallecimiento
Liesl Karlstadt falleció el 27 de julio de 1960 in Garmisch-Partenkirchen, donde estaba de vacaciones con su hermana, a los 67 años de edad, a causa de un accidente cerebrovascular. Fue enterrada en el Cementerio de Bogenhausen en Múnich (Muro de la izquierda, Nr. 5).
En el Viktualienmarkt de Múnich las fuentes recuerdan a Karl Valentin y Liesl Karlstadt. Además, en la ciudad se encuentra el Museo Valentin-Karlstadt dedicado a los dos comediantes.

## Filmografía (selección)
- 1922 : Mysterien eines Frisiersalons
- 1929 : Der Sonderling
- 1932 : Die verkaufte Braut
- 1933 : Orchesterprobe
- 1935 : Kirschen in Nachbars Garten
- 1936 : Donner, Blitz und Sonnenschein
- 1936 : Die Erbschaft
- 1941 : Alarmstufe V
- 1941 : In der Apotheke
- 1941 : Venus vor Gericht
- 1943 : Man rede mir nicht von Liebe
- 1949 : Um eine Nasenlänge
- 1950 : Das doppelte Lottchen
- 1950 : Die Nacht ohne Sünde
- 1951 : In München steht ein Hofbräuhaus
- 1951 : Die Dame in Schwarz
- 1952 : Der Weibertausch
- 1953 : Fanfaren der Ehe
- 1953 : Solange Du da bist
- 1954 : Die verschwundene Miniatur
- 1954 : Feuerwerk
- 1955 : Königswalzer
- 1956 : Die Trapp-Familie
- 1956 : Salzburger Geschichten
- 1956 : Nichts als Ärger mit der Liebe
- 1956 : Dany, bitte schreiben Sie
- 1956 : II-A in Berlin
- 1957 : Heiraten verboten
- 1958 : Wir Wunderkinder
- 1958 : Meine 99 Bräute
- 1958 : … und nichts als die Wahrheit
- 1959 : Liebe auf krummen Beinen
- 1959 : Das Taufessen (telefilm)
- 1960 : Schick deine Frau nicht nach Italien

## Película biográfica
- Liesl Karlstadt und Karl Valentin, de Jo Baier, producida por Bayerischer Rundfunk, con Johannes Herrschmann y Hannah Herzsprung. Estrenada el 25 de junio de 2008 en el Festival de Cine de Múnich.